# Koordinationsversagen
Ein Koordinationsversagen liegt vor, wenn die Mitglieder einer Gruppe ein realisierbares an sich vorzuziehendes Ergebnis für die Gruppe nicht erreichen. Die Teilnehmer kooperieren nicht, obwohl es sich im Gesamtergebnis für alle auszahlen würde. Ein Koordinationsversagen ist unabhängig von der Gruppengröße und kann sowohl in kleinen Gruppen als auch in ganzen Gesellschaften auftreten.

## Ursachen

### Öffentliche Güter
Bedingt durch ihre Eigenschaften Nicht-Rivalität und Nicht-Ausschließbarkeit besitzen öffentliche Güter keinen Preis oder es kann dem Einzelnen kein Preis für das Gut zugeordnet werden (keine individuellen Opportunitätskosten). Für diese Güter existiert kein Markt und sie lassen sich nutzen, ohne dafür bezahlen zu müssen. Es muss weder für verursachte Kosten aufgekommen werden noch kann eine Entlohnung für Geleistetes durchgesetzt werden (Externe Effekte).
Die durch die Preisbildung bewirkte Nutzenmaximierung findet nicht statt da das einheitliche Koordinationsmedium Preis nicht vorhanden ist. Damit kommt es bei der Handlungswahl zu einer Abweichung zwischen dem individuellen Ziel des Einzelnen und dem kollektiven Ziel der Gruppe.

### Geschichte
Eine Vielzahl von Entwicklungen hat sich nur auf Basis historisch bedingter Gegebenheiten durchsetzen können (Beispiel: QWERTZ-Anordnung auf Tastaturen). Mit der Zeit sind diese Gründe entfallen und viel bessere, teils überlegene, Entwicklungen sind entstanden. Durch eine hohe Verbreitung und Akzeptanz hat sich die unterlegene Konvention zu einem Standard entwickelt. Die Gruppe versagt den Konventionswechsel gemeinschaftlich zu vollziehen, obwohl es für die Gruppe das vorteilhafteste Resultat wäre. Jede der beiden Konventionen stellt für sich ein Gleichgewicht dar. 	
Solange alle der gleichen (unvorteilhaften) Übereinkunft folgen, ist es für den Einzelnen mit einem Mehraufwand verbunden, die neue Technologie zu erlernen oder zu nutzen. Daher wird der Standard gemeinschaftlich beibehalten oder erhalten (Lock-in-Effekt). Um ein solches Muster aufzubrechen, bedarf es Maßnahmen um eine kritische Masse zum Aufgeben des alten Standards zu bewegen. Damit verliert der Mehraufwand des Einzelnen für die neue Technologie/Verfahren an Bedeutung und die neue Konvention kann sich auf Grund ihrer technischen Vorteilhaftigkeit voll entfalten.

### Schrittweises Handeln
Werden in einer Gruppe die Aktionen in Stufen ausgeführt, besteht die Gefahr, dass der kurzfristige Vorteilsgewinn des Einzelnen den Blick auf das Gesamtergebnis überdeckt. Da sich für jede neue Aktion die Präferenzen verschieben können, kann eine Reihe von Entscheidungen für die Mehrzahl der Gruppenmitglieder je einen kleinen Zugewinn bedeuten. Demgegenüber steht ein summiertes negatives Ergebnis für die Gruppe, da die Auswirkungen bei den Einzelentscheidungen nicht berücksichtigt wurden.
Als Folge sollte das Handeln über mehrere Entscheidungsschritte hinweg betrachtet werden (Paketlösung).

### Nichtrationalität
In der Realität spielen viele Einflussfaktoren eine Rolle, die in ökonomischen Theorien durch die unterstellte rationale Entscheidungswahl nicht zum Tragen kommen. Die Zweckrationalität in ökonomischen Theorien konzentriert sich allein auf das Ergebnis von Handlungen. Demgegenüber kann eine Wertrationalität gestellt werden, bei der über die Folgen des Handelns hinaus noch die Handlung selbst einen Wert besitzt. Ursachen hierfür können in ethischen, religiösen Aspekten sowie weiteren persönlichen Präferenzen aus Überzeugungen und Wertesystemen liegen.
Wenn die Entscheidungen und Handlungen der Mitglieder einer Gruppe nicht allein auf Basis der Zweckrationalität getätigt werden, können sich verschiedene Bewertungen des „besten“ Resultats ergeben. Als Folge kann es gar nicht allen Mitgliedern des Kollektivs übereinstimmend klar sein, was das beste Ergebnis ist. Zudem die Problematik des Arrow-Theorems.

## Beispiel
Die Darbietung eines Straßenkünstlers kann jeder im gleichen Maße genießen. Der einzelne Zuschauer wägt ab, ob er freiwillig einen Betrag zahlen soll oder nicht. Da aus seiner Sicht auch andere Zuschauer bezahlen könnten, wird er selbst nicht zahlen und die Verantwortung für die Bezahlung auf die anderen Passanten verlagern. Agieren alle Zuschauer gleichermaßen, wird der Straßenkünstler seine Darbietung aufgrund der mangelnden Entlohnung zukünftig unterlassen.
Es wird angenommen, dass die Darbietung für jeden Einzelnen einen Genuss von 2 Geldeinheiten bringt. Der Künstler benötigt 60 Geldeinheiten um von seiner Darbietung leben zu können. Wenn 60 Zuschauer insgesamt zuhören, müsste jeder von ihnen 1 Geldeinheit bezahlen. Die Entscheidungstabelle zeigt die resultierenden Ergebnisse. Würde jeder der Zuschauer bezahlen, könnten alle den Genuss erhalten, da der Künstler weiter darbieten wird. Zahlt nur ein Einzelner und die Anderen nicht, hat der Einzelne einen Verlust erlitten, da der Künstler dennoch nicht weiter darbieten wird. Zahlt der Einzelne nicht und die Anderen bezahlen ist der Nutzen für den Einzelnen am größten, da er die Ausgabe spart und der Künstler weiter anbietet. Zahlen alle Zuschauer nicht, wird der Straßenkünstler nicht mehr auftreten. Aus Sicht der Gruppe wird die Darbietung nur erhalten, wenn jeder bezahlt. Aus Sicht des Einzelnen ist der Nutzen am größten, wenn er nicht bezahlt und sich darauf verlässt, dass alle Anderen zahlen.
| Entscheidungsmatrix Straßenkünstler | Entscheidungsmatrix Straßenkünstler | alle anderen Zuschauer | alle anderen Zuschauer |
| Entscheidungsmatrix Straßenkünstler | Entscheidungsmatrix Straßenkünstler | bezahlen (freiwillig)  | bezahlen nicht         |
| einzelner Zuschauer                 | bezahlt (freiwillig)                | 1 (= 2 − 1)            | − 1 (= 1 − 2)          |
| einzelner Zuschauer                 | bezahlt nicht                       | 2 (= 2 − 0)            | 0 (= 0 − 0)            |

## Belege
1. ↑  Vgl. Knieps: Wettbewerbsökonomie, S. 231
2. ↑  Vgl. Varian: Grundzüge der Mikroökonomik, S. 618
3. ↑  Vgl. Fritsch/Wein/Ewers: Marktversagen und Wirtschaftspolitik, S. 88
4. ↑  Vgl. Dixit/Nalebuff: Spieltheorie für Einsteiger, S. 225ff.
5. ↑  Vgl. Dixit/Nalebuff: Spieltheorie für Einsteiger, S. 238ff.
6. ↑  Vgl. Fritsch/Wein/Ewers: Marktversagen und Wirtschaftspolitik, S. 354